# Lucy Walterová
Lucy Walter nebo také Lucy Barlow (1630, Wales – 1658, Paříž, Francie) byla milenkou krále Karla II. a matkou Jamese Scotta, vévody z Monmouthu.

## Život
Lucy Walterová byla dcerou Williama Waltera, královského plukovníka, a jeho ženy Elizabeth. V létě roku 1648 se stala milenkou budoucího krále Karla II., kterému porodila syna, pozdějšího vévodu z Monmouthu. Po aféře, která způsobila její rozchod s Karlem, se jej snažila i nadále ovlivňovat pomocí svého syna avšak bezúspěšně. Zemřela roku 1658 pravděpodobně na následky pohlavní nemoci.

## Potomci
S Karlem II. (1630–1685):
- James Scott, vévoda z Monmouthu (1649–1685), ⚭ 1663 Anne Scott (1651–1732), vévodkyně z Buccleuchu

S Theobaldem Taaffeem, 1. hrabětem z Carlingfordu (1603–1677):
- Mary Crofts (1651–1693)